# Парем (группа)
«Парем» (тадж. Парем), — таджикская фолк-рок группа, образована в 1993 году, на базе вокально инструментального ансамбля «Бойчечак», при Доме пионеров Фрунзенского района города Душанбе.

## История
Группа «Парем» была образована в марте 1993 года Владимиром Юматовым, Олимом Шириновым, Фейрузом Хакимовым и Алишером Зариковым. Название группе дал Олим Ширинов, предложив назвать группу — «Парем», во время обсуждения различных вариантов названия коллектива.
В первый состав группы входили:
- Владимир Юматов — вокал, ударные
- Олим Ширинов — вокал, бас-гитара
- Фейруз Хакимов — вокал, ритм-гитара
- Алишер Зариков — соло-гитара
- Владислав Нечипуренко — клавишные инструменты
- Наргиз Муминова — вокал

Свои первые концерты группа «Парем» давала в самый разгар Гражданской войны в Таджикистане. Это были концерты-квартирники и выступления в школах и небольших клубах города Душанбе.
В мае 1993 года Олим Ширинов покинул группу из-за конфликта с Владимиром Юматовым и возглавил бит-группу «Камчатка», место бас-гитариста занял Максуд Таиров — давний друг группы, игравший ранее в составе «Бойчечак».
В августе 1993 года Фейруз Хакимов и Владислав Нечипуренко вышли из состава «Парем» и по предложению Олима Ширинова присоединились к группе «Камчатка».
Место Файруза Хакимова в группе «Парем» занял Алишер Сайфуллоев.
Начиная с весны 1993 по 1995 годы, группа «Парем» периодически выступала на «Рок панорамах», исполняя песни на русском языке, которые пел Владимир Юматов.
В 1994 году Наргиз Муминова покинула группа. Сейчас она живёт в Германии.
1995 год стал переломным для будущего группы, в репертуаре «Парем» стали появляться первые песни на таджикском языке, которые стал писать и исполнять Алишер Сайфуллоев.
В начале 1995 года группу покинул Владимир Юматов, его место, в качестве лидера и музыкального продюсера занял, вернувшийся в группу, Олим Ширинов. Группа кардинально меняет стилистику, отказавшись от использования клавишных инструментов и избрав в качестве основного стиля рок-н-ролл и фолк рок.
Весной 1995 года, в качестве ритм-гитариста, к группе присоединился Собир Аминов.

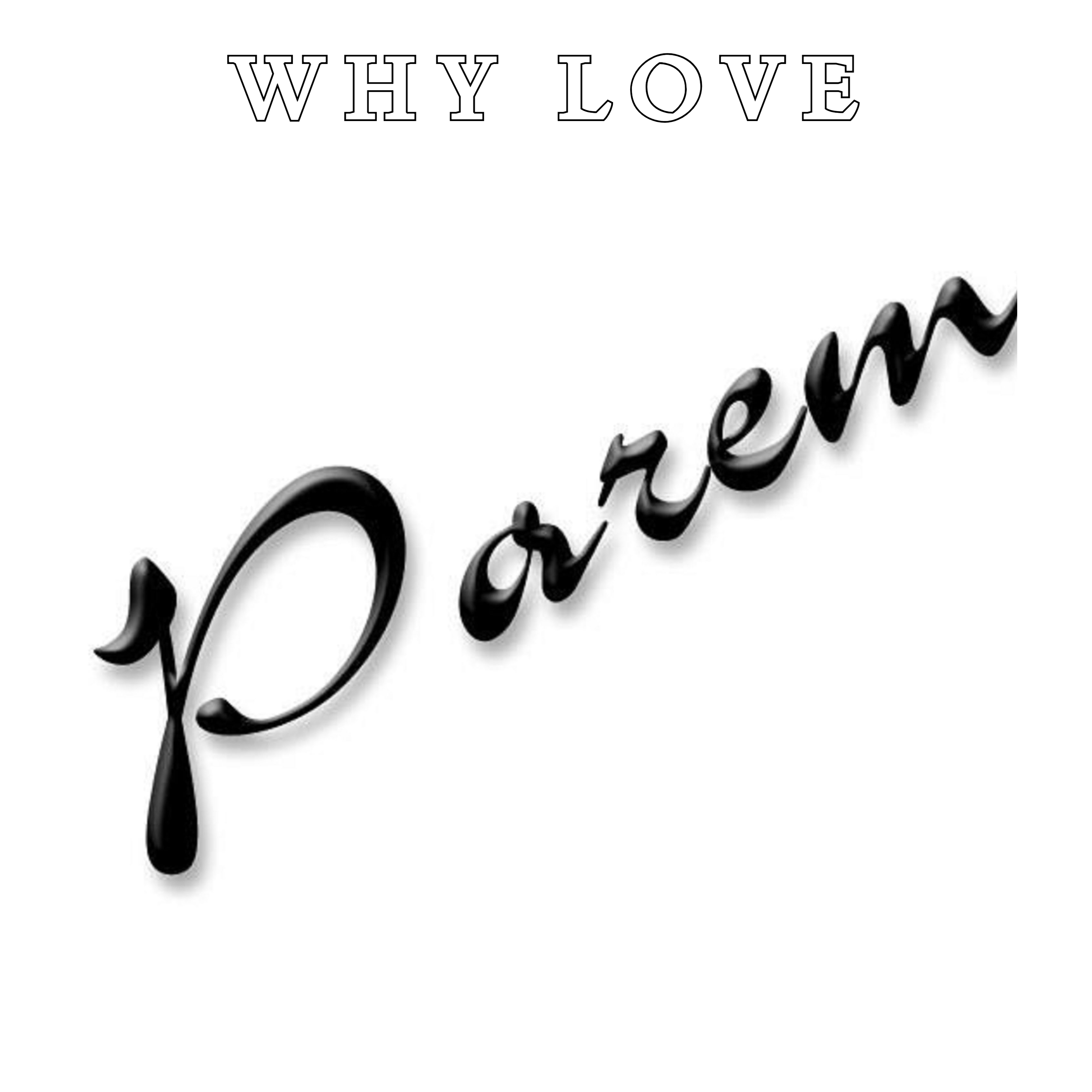
Обложка альбома «Why Love» (Ай чаро ишқ)

В мае 1996 года группа «Парем» записывает свой первый альбом — «Why Love» (тадж. Ай чаро ишқ).
В записи альбома принимали участие:
Группа «Парем»:
- Алишер Сайфуллоев — вокал, ритм-гитара
- Олим Ширинов — вокал, ударные, клаве, музыкальный продюсер
- Алишер Зариков — соло-гитара
- Максуд Таиров — бас-гитара
- Собир Аминов — ритм-гитара.

Персонал записывающей судии:
- Зураб Кокоев[тадж.][4] — звукорежиссёр
- Владимир Юматов — программирование партий ударных

Помимо авторских песен группы «Парем» в альбом вошли 2 песни группы The Beatles — Things We Said Today и The Long and Winding Road. Песни «The Beatles» являются неотъемлемой частью всех выступлений группы «Парем» с момента её образования, за что музыкантов часто называют «Душанбинскими Битлз».
Презентация альбома состоялась 15 июня 1996 года на сцене Русского драматического театра им. В Маяковского.
В 1996 году Максуд Таиров покидает группу, переезжает на ПМЖ в Узбекистан и Собир Аминов становится бас-гитаристом группы.
В 1997 году, группа «Парем» записывает песню «Медони ё не». Песня очень быстро стала популярной среди молодёжи и студентов. По мнению поклонников группы «Медони ё не» является визитной карточкой группы «Парем».
В декабре 1998 года, единогласным решением музыкантов, Алишер Сайфуллоев был выведен из состава группы. Последнее совместное выступление состоялось в «Технологическом колледже» города Душанбе, на концерте приуроченном к празднованию наступления нового 1999 года.
Начиная с 1999 года, место Алишера Сайфуллаева в группе, в качестве ритм-гитариста, занял Хакимджон Хазраткулов, а Собир Аминов стал основным вокалистом группы «Парем».

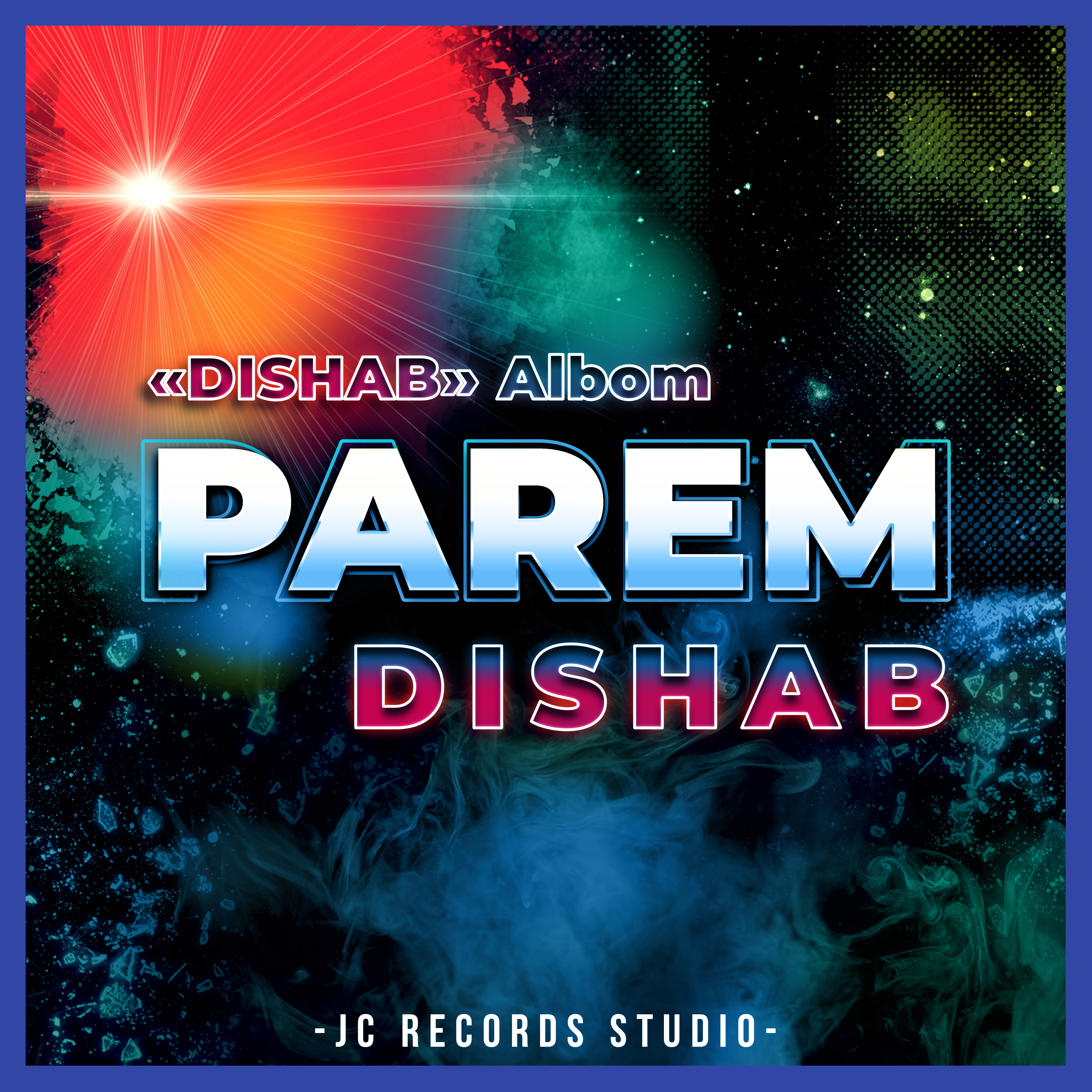
Обложка альбома «Дишаб»

В конце 1999 года выходит второй альбом группы — «Дишаб». Все песни этого альбома были написаны Собиром Аминовым.
Альбом «Дишаб» был записан на Государственной студии «Дома Радио» Республики Таджикистан в следующем составе:
- Собир Аминов — вокал, бас-гитара
- Олим Ширинов — ударные, бэк вокал, музыкальный продюсер
- Алишер Зариков — соло-гитара
- Хакимджон Хазраткулов — ритм-гитара

Сессионный музыкант:
- Зариф Пулодов[7][8] — перкуссия

Звукорежиссёр:
Владимир Шлыков
Презентация альбома «Дишаб» прошла 4 и 5 декабря 1999 года, на сцене киноконцертного зала им. Борбада (тадж. «Кохи Борбад»).
В 2000 году к группе присоединился совсем ещё юный Далер Султонов сначала, как перкуссионист, а затем, как гитарист и вокалист.
В сентябре 2001 года, группа «Парем» вместе с группой «Фарзин» выезжает в Германию, где музыканты дают совместный концерт в городе Гиссен.
В 2004 году в состав группы входит перкуссионист Фаррух Худойбердыев.
В 2007 году Олим Ширинов принимает решение вернуть в состав группы Алишера Сайфуллоева.
24 июля 2011 года группа «Парем» впервые выступила в городе Москва, на сцене столичного клуба «Б2».

На следующий день после концерта, ведущие утреннего шоу государственной радиостанции Маяк — «Стиллавин и его друзья» — Сергей Стиллавин и Рустам Вахидов, раскритиковав выступление группы «Парем», перешли от обсуждения репертуара группы к прямым оскорблениям на национальной почве, что вызвало большой резонанс, как в российской, таджикской, так и европейской прессе.

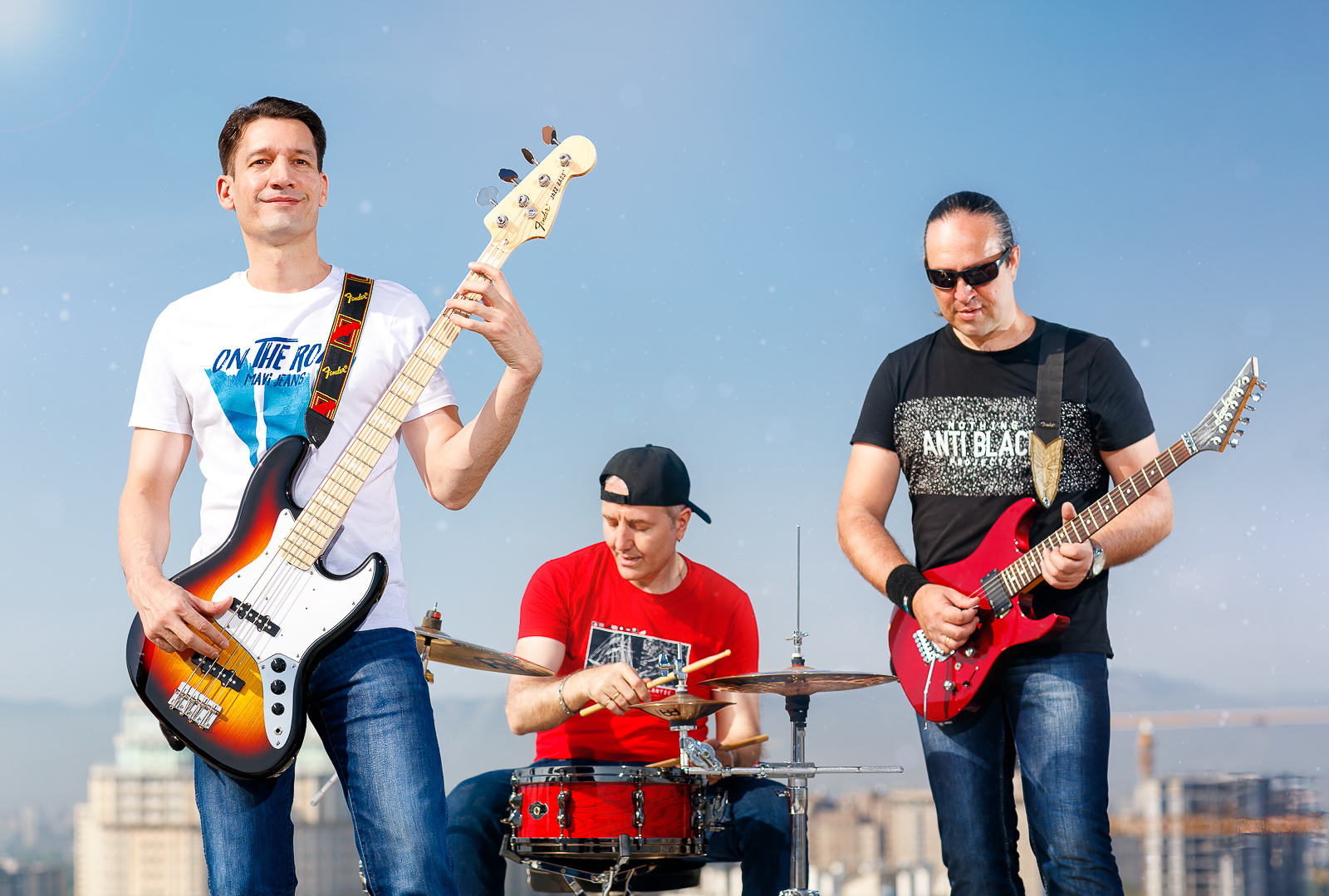
Группа «Парем» 2021 год

24 августа 2011 года, ведущие радио «Маяк» — Сергей Стиллавин и Рустам Вахидов, принесли извинения группе «Парем».
В 2012 году Фаррух Худойбердыев покинул группу и его место занял перкуссионист — Шавкат Муллоджонов, в основном играющий на дойре.
В сентябре 2012 года, группа «Парем» снова выехала на гастроли в РФ, где провела серию концертов в Москве и Московской области.
В понедельник, 29 апреля 2013 года, в городской клинической больнице города Душанбе, после непродолжительной болезни умер гитарист группы «Парем», Хакимджон Хазраткулов. В июле 2013 года, лечащий врач Хакимджона Хазраткулова был взят под стражу.
Летом 2013 года место Хакима в группе занял Султон Имомов, ранее игравший в группе «Шабдез». Султон был гитаристом группы «Парем» вплоть до 2019 года.
В 2014 году Алишер Сайфуллоев окончательно вышел из состава группы «Парем» в связи с переездом с семьёй на ПМЖ в Прагу (Чехия).
В 2018 году в группу вернулся Фейруз Хакимов, однако, не выдержав специфики коллективной работы внутри «Парем», уже в 2019 году снова покинул состав группы, успев при этом принять участие в записи песни «Маёзор», сыграв партию флейты на гитаре подключённой к гитарному синтезатору.
23 ноября 2019 года состоялся юбилейный концерт группы «Парем» посвящённый её 25-тилетию — «25+1».
1 мая 2021 года состоялась онлайн премьера видео версии концерта на официальном канале группы «Парем» в YouTube.
6 июня 2022 года Алишер Зариков принял решение покинуть «Парем»,об этом группа оповестила поклонников на своих страницах в Facebook и Instagram.
В июне 2022 года, соло гитаристом группы «Парем» становится Фейруз Хакимов.
После выступления на концерте посвящённом 30-тилетию группы «Парем» в Суруш Холл, у Фейруза Хакимова обострилась сахарная болезнь, врачи запретили ему любые физические нагрузки и эмоциональные перепады. Фейрузу был противопоказан активный график выступлений и в конце июня 2023 года он вышел из состава группы
.
В середине июля 2023 года Олим Ширинов предложил Алишеру Зарикову вернуться в группу и уже через 3 недели состоялось первое выступление «Парем» с Алишером Зариковым в качестве соло гитариста, как это было ранее. 

29 ноября 2024 года группа «Парем», на страницах своих соцсетей, уведомила поклонников о том, что Собир Аминов принял решение заняться сольной карьерой и вышел из состава группы «Парем». 
| «JC Records Studio» | Начиная с декабря 1999 года все свои песни группа «Парем» записывает на студии «JC Records Studio», звукорежиссёром и владельцем которой является Олим Ширинов. |

## Состав

### Текущий состав
- Олим Ширинов — ударные, вокал, музыкальный продюсер;
- Алишер Зариков — соло-гитара, гитара, струнные инструменты;
- Шавкат Муллоджонов — дойра.

### Бывшие участники
- Наргиз Муминова — вокал (1993—1994);
- Владислав Нечипуренко — клавишные (1993);
- Владимир Юматов — ударные, вокал (1993—1994);
- Максуд Таиров — бас-гитара (1993—1996);
- Нодир Шарипов — тавлак (1996—1998);
- Евгений Тенгизбаев — кларнет (1997—1998);
- Алишер Сайфуллоев — вокал, гитара (1994—1998), (2007—2014);
- Фаррух Худойбердыев — перкуссия (2005—2012);
- Хакимджон Хазраткулов — ритм-гитара, акустическая гитара (1999—2013);
- Султон Имомов — ритм-гитара (2013—2017);
- Далер Султонов — перкуссия, табла (2001—2005), гитара, акустическая-гитара, вокал, гитара (2013—2019);
- Фейруз Хакимов — соло гитара;
- Собир Аминов — бас-гитара, вокал, гитара (1995-2024).

## Награды
- 31 января 1998 года группа «Парем» становится Дипломантом премии «СОНЕЪ», учрежденной МГТРК «МИР», в номинации «Лучший дебют года»[36];
- 19 декабря 1999 года группа «Парем» становится лауреатом конкурса «Мелодии уходящего века», организованного Институтом «Открытое Общество» — Фонд содействия, в номинации «Nostalgi»;
- 26 декабря 1999 года группа стала лауреатом международного конкурса «Орион Сомониён Тоҷикистон», учрежденного Комитетом по делам молодежи при Правительстве Таджикистана в номинации «Лучшая песня», с композицией «Танхо дар ёд» тадж. «Танҳо дар ёд»[5];
- 15 мая 2004 года, группа «Парем» с песней «Танҳо дар ёд» становится лауреатом премии «Песня года 2004» (тадж. Суруди Сол 2004), организованной ТРК «Азия-Плюс»[37];
- 21 мая 2005 года группа «Парем» с песней «Ай гулак» становится лауреатом премии «Песня года 2005» (тадж. Суруди Сол 2005), организованной ТРК «Азия-Плюс»[38][39];
- В 2016 году группа «Парем» с песней «Ало гул» становится лауреатом премии «Песня года 2016» (тадж. Суруди Сол 2016), организованной холдингом «Ориёно-Медиа» при поддержке Министерства культуры Республики Таджикистан[40].
- 11 декабря 2021 года группа «Парем» с песней «Ошики зорам» стала лауреатом премии «Tarona Music Award 2021» (тадж. Ҷоизаи Мусиқавии Tarona — 2021), организованной ТРК «Азия-Плюс»[41][42].

## Альбомы
| №   | Название                    | Текст песни                  | Музыка                       | Длительность |
| --- | --------------------------- | ---------------------------- | ---------------------------- | ------------ |
| 1.  | «Бар диёри ман»             | Алишер Сайфуллоев            | Алишер Сайфуллоев            | 3:02         |
| 2.  | «Things We Said Today»      | John Lennon & Paul McCartney | John Lennon & Paul McCartney | 2:52         |
| 3.  | «Ай чаро ишқ»               | Алишер Сайфуллоев            | Алишер Сайфуллоев            | 3:14         |
| 4.  | «На тающем небе»            | Олим Ширинов                 | Олим Ширинов                 | 3:10         |
| 5.  | «Оби равон»                 | Алишер Сайфуллоев            | Алишер Сайфуллоев            | 3:35         |
| 6.  | «Мавҷи дарё»                | Неизвестный автор            | Алишер Сайфуллоев            | 3:15         |
| 7.  | «The Long And Winding Road» | John Lennon & Paul McCartney | John Lennon & Paul McCartney | 3:16         |
| 8.  | «Суруди дили ман»           | Алишер Сайфуллоев            | Алишер Сайфуллоев            | 3:06         |
| 9.  | «Нома»                      | Алишер Сайфуллоев            | Алишер Сайфуллоев            | 4:29         |
| 10. | «Ситораи ман»               | Собир Аминов                 | Собир Аминов                 | 3:36         |
| 11. | «More Than Words»           | Гэри Чероне & Нуно Беттанкур | Гэри Чероне & Нуно Беттанкур | 4:19         |
| 12. | «Нигоро»                    | народные                     | народная                     | 3:46         |
| 13. | «Бевафо»                    | гр. «Парем»                  | Олим Ширинов                 | 1:50         |
| 14. | «Осень»                     | Олим Ширинов                 | Олим Ширинов                 | 2:44         |

| №   | Название         | Текст песни  | Музыка       | Длительность |
| --- | ---------------- | ------------ | ------------ | ------------ |
| 1.  | «Дишаб»          | Собир Аминов | Собир Аминов | 3:50         |
| 2.  | «Сарвиноз»       | Собир Аминов | Собир Аминов | 3:17         |
| 3.  | «Лайли»          | Собир Аминов | Собир Аминов | 2:54         |
| 4.  | «Гул бе рухи ёр» | Хофиз Шероз  | Собир Аминов | 3:27         |
| 5.  | «Маҳинамоҳ»      | Собир Аминов | Собир Аминов | 2:54         |
| 6.  | «Ту куҷо»        | Собир Аминов | Собир Аминов | 2:35         |
| 7.  | «Танҳо дар ёд»   | Собир Аминов | Собир Аминов | 3:36         |
| 8.  | «Алғиёс»         | Хофиз Шероз  | Собир Аминов | 3:22         |
| 9.  | «Ҷонам»          | Собир Аминов | Собир Аминов | 4:29         |
| 10. | «Биё имшаб»      | Собир Аминов | Собир Аминов | 3:32         |

## Синглы
| Год  | Название                                      | Автор музыки                  | Автор слов             |
| ---- | --------------------------------------------- | ----------------------------- | ---------------------- |
| 1996 | Гули ман                                      | Алишер Сайфуллоев             | Алишер Сайфуллоев      |
| 1996 | Медони ё не                                   | Собир Аминов                  | Алишер Сайфуллоев      |
| 1997 | Лайло                                         | Алишер Сайфуллоев             | Алишер Сайфуллоев      |
| 1997 | Ба Худо                                       | Алишер Сайфуллоев             | Алишер Сайфуллоев      |
| 1997 | То ба кай сузам                               | неизвестная группа из Малазии | Алишер Сайфуллоев      |
| 1997 | Дар ёди ман                                   | Алишер Сайфуллоев             | Алишер Сайфуллоев      |
| 1998 | Омадаст                                       | Алишер Сайфуллоев             | Алишер Сайфуллоев      |
| 1999 | Baby It’s You                                 | Лютер Диксон                  | Берт Бакарак           |
| 2001 | Twist & Shout                                 | Фил Медли & Берт Бёрнс        | Фил Медли & Берт Бёрнс |
| 2001 | Моҳи тобон                                    | Собир Аминов                  | Собир Аминов           |
| 2003 | Танҳо дар ёд («Парем» feat. Дилноза Акрамова) | Собир Аминов                  | Собир Аминов           |
| 2004 | Ай гулак                                      | Собир Аминов                  | Собир Аминов           |
| 2006 | О, Лайлӣ                                      | Собир Аминов                  | Собир Аминов           |
| 2006 | Ёри ман                                       | Далер Султонов                | Далер Султонов         |
| 2010 | Нигорам                                       | Собир Аминов                  | Собир Аминов           |
| 2011 | Ҷонона баро ба рақс                           | Собир Аминов                  | Собир Аминов           |
| 2011 | Биё биё ҷонона                                | Алишер Сайфуллоев             | Алишер Сайфуллоев      |
| 2012 | Ай боди сабо                                  | Алишер Сайфуллоев             | Алишер Сайфуллоев      |
| 2018 | Маёзор                                        | Собир Аминов                  | Собир Аминов           |
| 2019 | Дар Дилум                                     | Собир Аминов                  | Собир Аминов           |
| 2021 | Нару нару                                     | Собир Аминов                  | Собир Аминов           |
| 2022 | Эй, биё эй                                    | Собир Аминов                  | Собир Аминов           |
| 2022 | Ҷонона                                        | Собир Аминов                  | Собир Аминов           |
| 2022 | Дусташ                                        | Собир Аминов                  | Собир Аминов           |